# Aenictus alticola
Aenictus alticola é uma espécie de formiga do gênero Aenictus.